# 農委會農業電子化發展策略分析與規劃研究報告疑義案
農業電子化發展策略分析與規劃是項中華民國行政院農業委員會委託宏碁公司執行2007年至2009年間科技研究計畫，由宏碁電子化事業群副總經理張善政主持。計畫旨在蒐集世界各國农业電子化的發展資訊，提供臺灣農業研究單位參考。

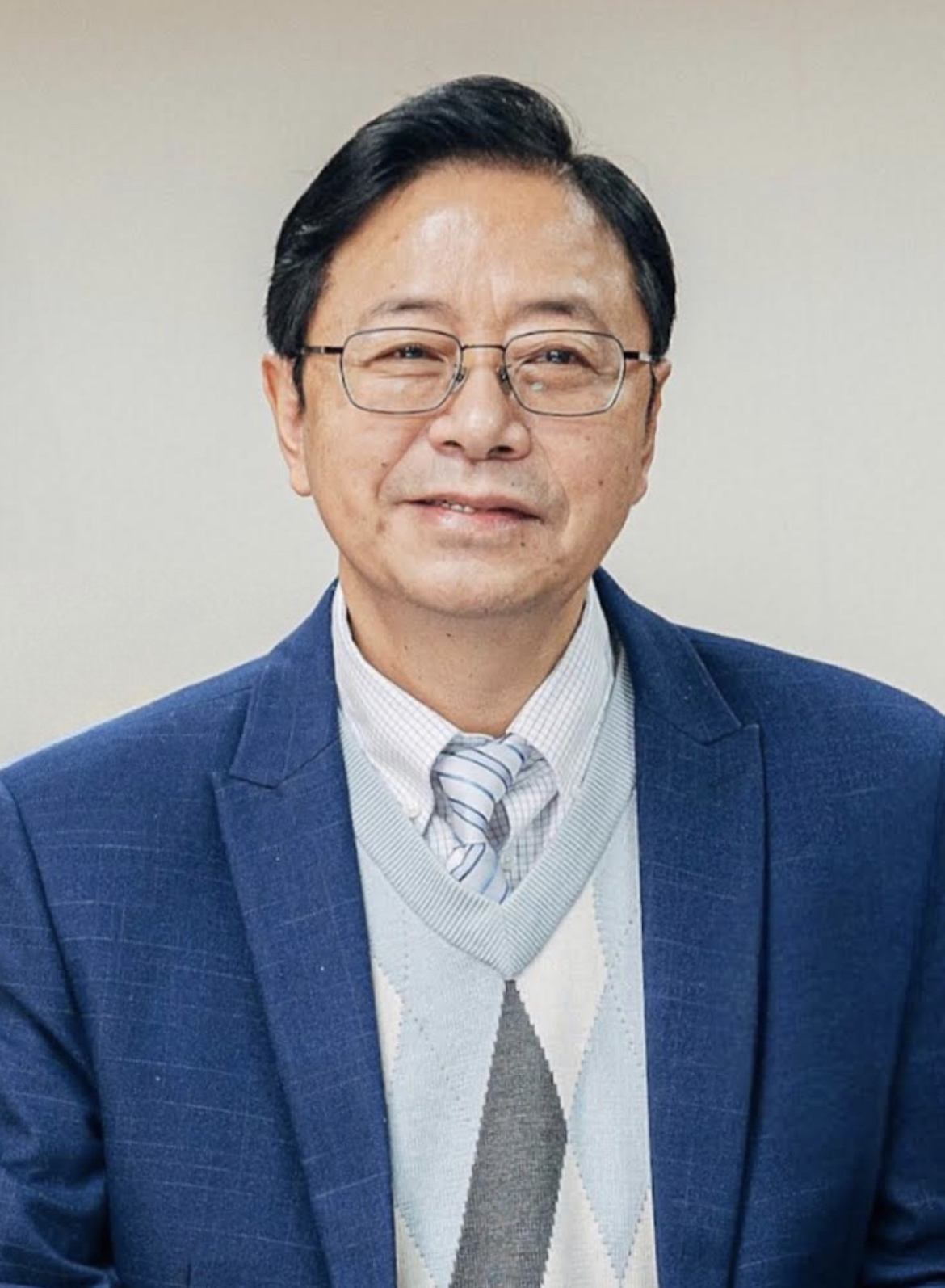
張善政（攝於2022年）

2022年張善政代表中國國民黨參選桃園市市長期間，其計畫的結案研究報告被《鏡週刊》質疑抄襲，亦被該刊及民主進步黨桃園市市長鄭文燦等人指控以抄襲的報告詐領公款，成為臺灣2022年九合一選舉熱門議題；也有媒體稱此是張善政研究案。

## 研究計畫內容
行政院農業委員會（以下簡稱農委會）2007年至2009年間，委託宏碁公司執行《農業電子化發展策略分析與規劃》科技研究計畫。當時，農委會的首長為蘇嘉全（2006年1月～2008年5月19日）、陳武雄（2008年5月20日～2012年2月），承辦單位主管為資訊中心主任林貞。宏碁公司方面，計畫由電子化事業群副總經理張善政主持，團隊共有18人。
計畫具體內容包含針對臺灣農業發展、各政府機關科技應用情形及世界各國實務執行方式蒐集、彙整、分析資料，實際與各農業研究機關開研討會、座談會，在農業現場實驗新技術，替各農業研究單位向行政院科學技術發展基金申請經費辦理後續農業電子化研究，最後給予建議。
計畫經費總計新台幣5736萬6000元。三年期研究經費為：
- 第一期，經費1996萬6000元。宏碁於2007年1月～2007年12月完成，農委會於2008年3月26日丶5月21日丶6月12日丶7月1日給付了四期款項，也因第一期完善結案而續簽第二丶三期。時任農委會主委是2006年1月～2008年5月19日之蘇嘉全，與2008年5月20日～2012年2月之陳武雄。
- 第二期，經費2000萬元。
- 第三期，經費1740萬元。

## 結案報告爭議
2022年5月，張善政受中國國民黨徵召，參加桃園市市長選舉，此研究計畫結案報告被《鏡周刊》及數名民主進步黨政治人物質疑多項問題，成為選舉議題。
《鏡週刊》記者曾盈瑜指出，研究計畫的結案报告抄袭其他资料，方式有翻譯原文、複製貼上等。較严重的情况，如2008年的研究报告中，抄袭《商业周刊》上的大段内容，更被指出还抄袭了农委会方面的材料。又指2009年的研究案報告書的60頁中子報告中有將近一半內容抄襲自國家通訊傳播委員會2006年委託工研院進行的一份研究報告。
《鏡週刊》另指控计画主持人張善政涉嫌侵吞公款、詐騙政府預算。鄭文燦也認為張善政有侵吞公款之嫌。曾數度揭露抄襲案的學者陳時奮直指張善政團隊利用詐欺行為取得政府預算，團隊經文字包裝，讓農委會在不察的情況下結案。
2009年（第三期）結案報告因爭取「競爭型計畫」考量，保密至2011年，解密後亦因系統技術限制而未上傳，僅能於農委會內網查閱，故公開部分僅有6頁。部分人士一度質疑「只有六頁」，而農委會於9月2日送交立法院各黨團的當年結案報告電子檔實則有75頁，另有200頁附件。

## 執行方回應
對於《鏡週刊》及鄭文燦指控張善政侵吞公款一事，張善政回應，本身並未因該計畫獲利，「5700萬元的經費如果有一塊錢掉到我口袋，我就退選。我非常有把握。」他也對鄭文燦、鄭運鵬等人提告加重誹謗罪、意圖使人不當選。
至於結案報告涉及抄襲部分，張善政認為，該計畫主要是整理各國農業電子化的新發展資訊，結案報告會引用國外很多期刊報告內容，與學位論文寫作性質不同。他也引用《著作權法》第50條「以中央或地方機關或公法人之名義公開發表之著作，在合理範圍內，得重製、公開播送或公開傳輸。」以及第52條「為報導、評論、教學、研究或其他正當目的之必要，在合理範圍內，得引用已公開發表之著作。」說明自己符合《著作權法》的規定屬於合法引用。
9月14日對外回應時，張善政表示宏碁與農委會的計畫契約中，要求團隊成員保密，非經農委會同意，不可以公開、洩露研發成果。9月21日，張善政記者會聲明，要求農委會公開所有的資訊，還有經費預算支出，希望完整呈現整個計畫的結果。另外，張善政也出示保密合約證明。
農委會主委陳吉仲在先前訪稱這是計畫主持人跟宏碁間的關係，跟農委會沒有保密簽約。在張出保密合約證明後，陳吉仲續表示此3年研究之前二年之96年、97年之研究成果已在政府研究資訊系統（GRB）公開，已無保密部分。
媒體人黃暐瀚則公布宏碁跟農委會所簽的合約條款片段，第十條就是「保密條款」明訂：「計畫主持人及參與計劃工作人員均應嚴守契約應保密事項，未經甲方同意，乙方不得將契約內容、執行情形及研發成果公開或洩漏於本契約關係人以外之人員」。黃表示農委會有權將全案公開或是逕行狀告宏碁，卻刻意含糊其辭。並質疑在有保密條款的狀況下，綠營及媒體所揭露的資訊和公布的文件涉及洩密。

## 農委會調查
農委會科技處處長王仕賢表示，將先由調查小組展開初審調查，必要時會請宏碁和張善政說明，完成後再轉交相關領域專家展開複審。 
農委會於9月16日表示，比對21篇報告中有6篇重複度高，已行文要求宏碁公司、張善政提出書面說明。
對此，張善政召開記者會回應，並行文農委會要求其公開全部計畫內容。張善政堅稱早已釐清疑慮而未再個別提說明予農委會，10月20日期限他是配合宏碁一起作業，宏碁已覆文給農委會，也請鄭運鵬發揮立委的功能，督促農委會公開宏碁的回函。張善政也呼籲農委會應該用同樣的標準去檢視農委會主委陳吉仲被外界指控抄襲部分。
而宏碁在研議後回覆農委會，表示由於該計劃案於十餘年前執行，部分參考文獻（如網站等）已無法取得，針對尚能取得之參考文獻，經公司比對，所謂重複情形多已於原報告列出之參考文獻中核實。 至於文獻羅列方式，該計劃案屬於專業服務結案報告而非學術研究報告，因此採文末羅列參考文獻之方式而非逐句逐段於頁末附注，此一方式亦經過當時審查及驗收通過。
農委會委託的專案調查小組經過調查後，認定計畫六大項目中第一大項「協助國內農業資訊化發展規劃」有六個子計畫的結案報告確實有抄襲，「與已發表之參考文獻有實質近似」。農委會將依據該會與宏碁間的契約，向宏碁追回上述六個子計畫的執行經費。

## 相關事件
經此事件影響，國民黨質疑，農委會主委陳吉仲研究計劃涉抄襲，不適任農委會主委。國民黨立法院黨團於10月6日召開「民進黨要調查張善政、高虹安，國科會、交通部不調查陳吉仲？」記者會，指控陳吉仲過去擔任中央氣象局研究計畫主持人，經比對2篇計畫有高比例的重複，與指導過的學生論文內容重疊。陳吉仲回應「我又沒有要選舉」，反指國民黨多次提出污名化的指控，對此將提告。

## 其他回應
- 賴香伶表示，張善政要說明清楚，若有貢獻大家拍拍手，若被檢視有瑕疵，也要說明。而時任農委會主委蘇嘉全及當時審核的官員，通通都要出來負責。[37][38]

- 民主進步黨指，這是學術倫理及個人誠信的問題[39]。鄭運鵬批評張善政沒有反省誠意[24]。

- 前農委會資訊中心主任林貞認為，張善政當年的農委會計畫中翻譯引用文獻不是抄襲。經過張善政團隊的宣導與推動，讓農委會所屬單位獲得行政院國家科學技術發展基金的科技預算挹注大幅成長[1][40]。

- 前桃園縣政府農業發展局局長陳麗玲指此計畫對臺灣農業科技化、電子化發展，對日後農民、消費者影響巨大，是張善政當時作為計畫主持人領導宏碁團隊將這個農業科技化所做的一個成果[6]。

- 宏碁共同創辦人黃少華公開聲明指出，當年是他力邀張善政進入宏碁，他完全相信張的能力、為人和操守；張善政是肯做事、能做事的人，因此幫宏碁建造出世界級的資料中心。黃少華呼籲，「千萬不要讓選舉的惡招奧步埋沒掉對台灣有幫助的人才」[41]。